# Красное Знамя (Белгородская область)
Красное Знамя — хутор в Прохоровском районе Белгородской области. Входит в состав Ржавецкого сельского поселения.

## География
Находится в северной части Белгородской области, в лесостепной зоне, в пределах юго-западного склона Среднерусской возвышенности, на левом берегу реки Северский Донец, на расстоянии примерно 18 километров (по прямой) к юго-востоку от Прохоровки, административного центра района.
В хуторе 2 улицы Прохладная и Молодежная.

### Климат
Климат характеризуется как умеренно континентальный, с относительно мягкой зимой и тёплым продолжительным летом. Среднегодовая температура воздуха — 5,4 °C. Средняя температура воздуха самого холодного месяца (января) — −9,2 °C; самого тёплого месяца (июля) — 16,4 — 24,3 °C. Безморозный период длится в среднем 155—160 дней. Годовое количество атмосферных осадков — 527—595 мм, из которых большая часть выпадает в тёплый период.

### Часовой пояс
Хутор Красное Знамя как и вся Белгородская область, находится в часовой зоне МСК (московское время). Смещение применяемого времени относительно UTC составляет +3:00.

## История
Хутор расположен недалеко от села Ржавец. В дореволюционные времена хутор был небольшим поселением, утопающим в зелени, преимущественно в кустах сирени. Жители работали в найме в соседнем княжеском имении, село Кузминки. В самом центре поселения, которое в те времена носило название «Отрадное», стоял большой кирпичный двухэтажный дом, в котором после покупки этой земли Волконскими, основали приют для сирот. После революции 1917 года приют закрыли. В 1920-х годах выходцы из близлежащих сел получили наделы на территории хутора и образовали хутор с названием Красное Знамя. В 1921 году создали коммуну, в которой объединили порядка 26 хозяйств, которая просуществовала до 1926 года и преобразовалась в ТОЗ (товарищество по совместной обработке земли).  
В 1928 году создается первый колхоз им. Калинина. На тот момент из производственных мощностей имелась водяная мельница и трактор, полученный годом ранее.
Хутор Красное Знамя входил с 1935 года в состав Беленихинского района Курской области. 
Во время Великой Отечественной войны хутор находился на оккупированной немцами территории. В 1943 году хутор находился в эпицентре сражений Курской Дуги.
6 января 1954 года хутор, как и весь Беленихинский район, отошёл к Белгородской области.
1 апреля 1961 года Беленихинский район был упразднён, и хутор передан в Прохоровский район.

## Население
| 2002 | 2010 |
| ---- | ---- |
| 40   | ↗56  |

### Национальный состав
Согласно результатам переписи 2002 года, в национальной структуре населения русские составляли 97 %.

## Известные уроженцы, жители
- Кулабухов, Иван Михайлович (1930—2014) — сын полка, юный участник Великой Отечественной войны.

## Инфраструктура
Личное подсобное хозяйство с зоной сельскохозяйственного использования, индивидуальная застройка усадебного типа.
Основа экономики — сельское хозяйство.

## Транспорт
Остановка общественного транспорта «Красное Знамя».